# Myres Castle

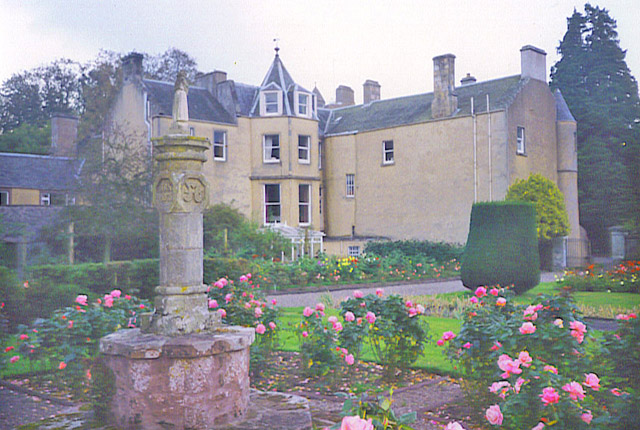
Myres Castle inmitten seines Parks

Myres Castle ist ein Landhaus in der Nähe des Dorfes Auchtermuchty in der schottischen Council Area Fife. Seine Geschichte ist eng mit der des nahegelegenen Falkland Palace verbunden; das heutige Haus stammt aus dem Jahr 1530. Das Landhaus und die großartige Gartenanlage dienen heute als privates Konferenzzentrum mit Unterkunft.

## Namensherkunft und frühe Geschichte
Seine Geschichte ist mit der des nahegelegenen Falkland Palace verflochten, da Myers Castle der traditionelle Sitz der Streitkolbenträger oder Sergeants of Arms von Falkland. Das Wort „Myres“ wird mit einem sumpfigen Ort in Verbindung gebracht und tatsächlich liegt Myres Castle inmitten von Feldern und Ländereien mit schlechter Entwässerung. Die Entwässerung der Felder wurde erst in den 1970er-Jahren entscheidend verbessert. Vor dem Landhaus gibt es einen attraktiven Teich, der auch dazu dient, Sickerwasser aufzunehmen. Die Ländereien des heutigen Myers-Anwesens gehörten ursprünglich zu den ausgedehnten Besitzungen des Earls of Fife, wobei der Myres-Anteil durch Heirat an Robert Stewart, 1. Duke of Albany, überging. Im Jahre 1425 verwirkte Murdoch, der Sohn von Robert, das Anwesen an die Krone. Von dieser Zeit an bis ins 16. Jahrhundert gibt es Aufzeichnungen über Pachtzahlungen von Bauern in den Rollen des königlichen Schatzmeisters, was darauf hinweist, dass das Anwesen in dieser Zeit dem König gehörte. Der erste verzeichnete Pächter des südlichen Bezirks von Auchtermuchty, „The Myres“ genannt, war Robert Coxwell, der am königlichen Hof residierte.

## Architekturgeschichte ab 1530
Das Landhaus selbst geht auf ein Tower House mit Z-förmigem Grundriss zurück, das um 1530 vielleicht von seinem Besitzer John Scrimgeour entworfen wurde.
Das Haus hat zwei, teilweise auch drei Vollgeschosse, einen Keller und ein Dachgeschoss. In den Innenwinkeln befinden sich jeweils runde Treppentürme.
Das Haus hat Staffelgiebel und ein schiefergedecktes Dach. Es ist größtenteils mit ockerfarbigem Harl verputzt; nur sein quadratischer Turm, der 1616 hinzugefügt wurde, zeigt rohes Mauerwerk aus grauem Werkstein. Dieser Turm ist mit steinernen Girlanden, einem heraldischen Relief mit eingeschnittenen Initialen und einer Brüstung verziert. Das Mauerwerk im Erdgeschoss scheint älteren Datums zu sein, möglicherweise aus dem 14. Jahrhundert, da es sich um einen Bau im romanischen Stil mit Gewölbedecken und einer mittelalterlichen Küche handelt. Weitere Umbauten wurden im 17. und 18. Jahrhundert ausgeführt. 1872 wurde das Gebäude repariert und leicht umgestaltet; der Architekt James Campbell Walker ließ Anklänge an den Scottish Baronial Style einfließen.
Am Eingang zum Anwesen befindet sich ein angebautes, steinernes Torhaus im viktorianischen Stil, das mindestens bis 1997 als Wohnhaus diente. Die Attraktion von Myres Castle ist ein spektakulärer, eingefriedeter Garten mit formgeschnittenen Eiben, schönen Beeteinfassungen und einem kleinen Fischteich. Die Gartenmauern sind über drei Meter hoch und stammen vermutlich aus dem 17. Jahrhundert.
Historic Scotland hat das Landhaus Myers Castle als historisches Bauwerk der Kategorie B gelistet, ebenso die Gärten mit ihrer Sonnenuhr und der Merkurstatue. Das Torhaus mit den Torsäulen gilt als historisches Bauwerk der Kategorie C.

## 20. Jahrhundert
Myres Castle liegt inmitten 17,6 Hektar Gartenland, Bauernland und sonstigen Ländereien. Die Familie Fairlie ist seit einiger Zeit mit Myres Castle verbunden. Es gibt dort Familienerinnerungsstücke, wie Jagdbücher, die bis 1903 zurückreichen. Für das Jahr 1915 ist vermerkt, dass James Ogilvy Reginald Fairlie, Kammerherr Seiner Majestät, wohnhaft in Myres Castle, im Ersten Weltkrieg im Kampf fiel. Sein Sohn war der bekannte schottische Architekt Reginald Fairlie. Die Familie wohnte bis 1997 in dem Landhaus. Der Park gewann durch die sorgsamen Pflanzungen von Captain ‚‘Reginald Fairlie‘‘ Anfang der 1980er-Jahre. Derzeit dient Myres Castle als exklusives Konferenzzentrum, Hochzeits- und Veranstaltungsort mit Übernachtungsmöglichkeit.